# Al-Buchārī

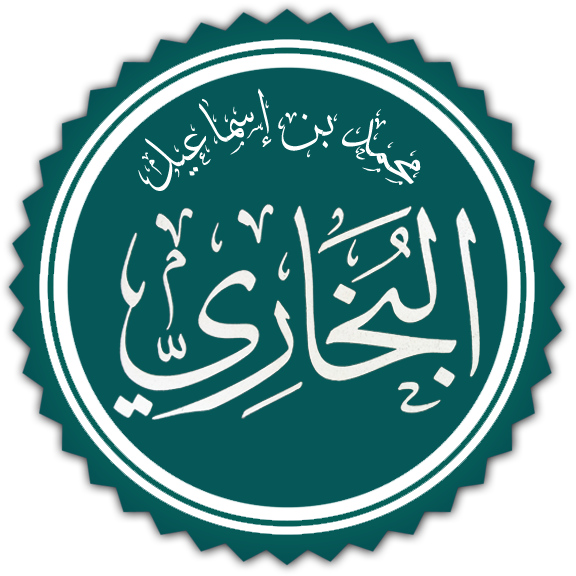
Al-Buchārīs Name in arabischer Kalligrafie

Al-Buchārī, mit vollem Namen Muhammad ibn Ismāʿīl ibn Ibrāhīm ibn al-Mughīra al-Buchārī al-Dschuʿfī, arabisch محمد بن إسماعيل بن إبراهيم بن المغيرة البخاري, DMG Muḥammad b. Ismāʿīl b. Ibrāhīm b. al-Muġīra al-Buḫārī al-Ǧuʿfī, auch bekannt als Imam al-Buchārī (geb. 21. Juli 810 in Buchara; gest. 870 in Chartang bei Samarkand, heute Usbekistan), war ein bedeutender islamischer Gelehrter. Er stellte die Hadith-Sammlung Buchārī zusammen, die sunnitische Muslime als authentischste aller Hadith-Sammlungen betrachten.

## Leben

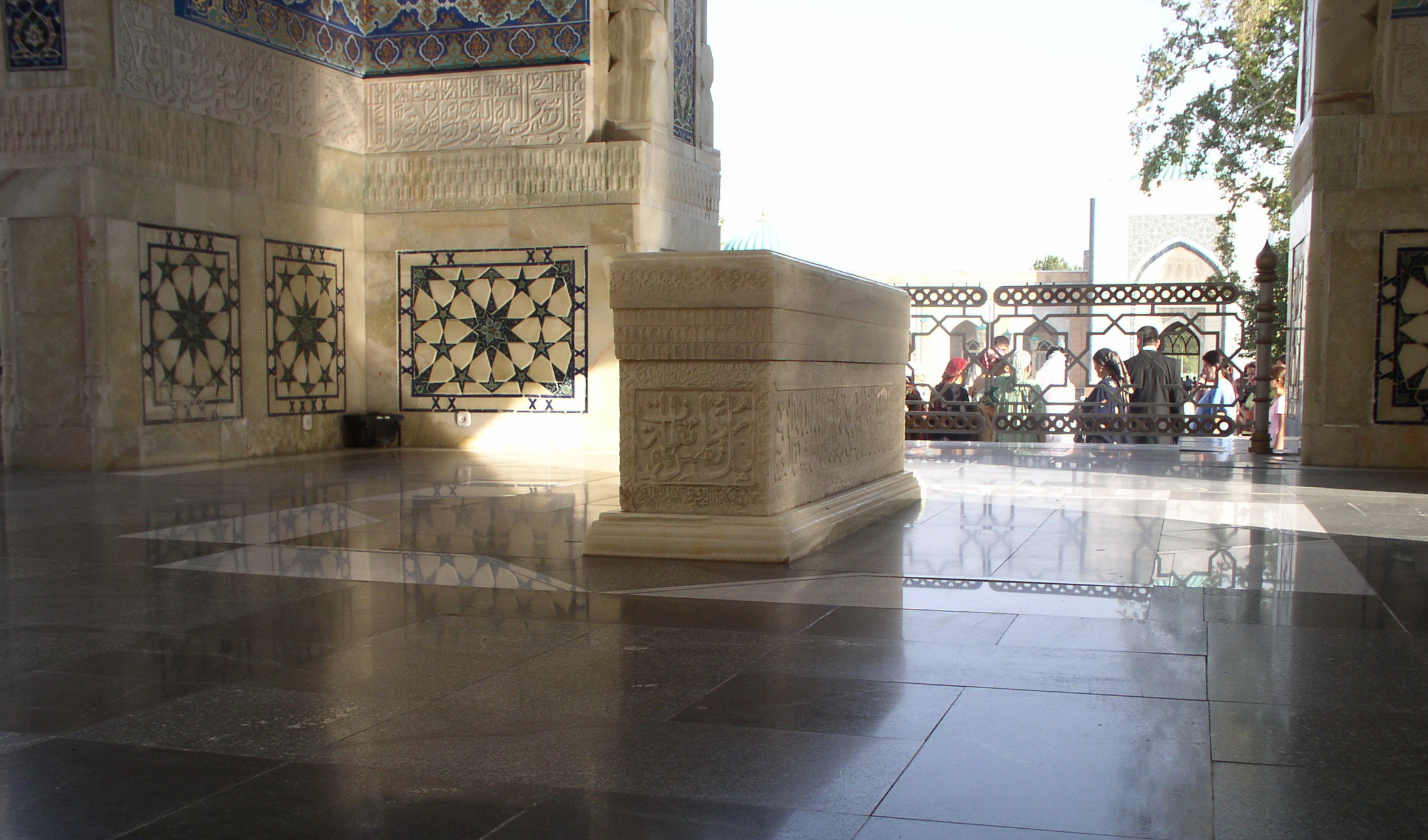
Grab im Imam-al-Buchārī-Mausoleum bei Samarkand

Al-Buchārī entstammte einer wohlhabenden Familie. Sein Ururgroßvater, so al-Mizzī und adh-Dhahabī in ihren Gelehrtenbiographien, trug noch den persischen Namen Ibn Badhdizbah, Var. Bardizbah in der arabischen Bedeutung von „zarrāʿ“ (Ackerbauer). Sein Urgroßvater al-Mughīra war noch Zoroastrier und nahm den Islam unter dem Gouverneur von Buchārā an.
Al-Buchārī erfuhr arabisch-islamische Erziehung und begann sehr früh mit dem Studium der Hadith-Wissenschaften und anderer Wissenschaftsdisziplinen. Im Alter von 16 Jahren begab er sich mit seiner Mutter und seinem Bruder auf die Pilgerfahrt und studierte anschließend bei Gelehrten von Mekka und Medina. Nach 16-jähriger Studienreise, unter anderem in Basra, Kufa, Syrien und Ägypten, kehrte er nach Nischapur zurück. Er soll, eigenen Angaben zufolge, bei über tausend Gelehrten seiner Zeit studiert haben.
Zwar vertrat al-Buchārī die offizielle Lehrmeinung über die Unerschaffenheit des Korans, übertrug diesen theologischen Grundsatz aber nicht auf die Rezitation desselben durch den Menschen. Die Rezitation, das Aussprechen von Gottes Wort durch den Menschen ist al-Buchārīs Ansicht nach erschaffen, d. h. ein Produkt des Menschen. Aus diesem Grunde musste er die Stadt verlassen und nach Buchārā zurückkehren, um dort seinen Lehrbetrieb in der Hauptmoschee aufzunehmen. Nachdem er dem Wunsch des Stadtgouverneurs nicht nachgekommen war, dessen Kindern in seinem Haus Privatunterricht zu erteilen, wurde er nach Chartank verbannt, wo er im Kreis von Verwandten seinen Lebensabend verbrachte.
An der Stelle seines Grabes in Chartang bei Samarkand wurde im 16. Jahrhundert das Imam-al-Buchārī-Mausoleum erbaut. Nach der Unabhängigkeit errichtete Usbekistan dort eine große Gedenkstätte zu Ehren des islamischen Gelehrten, die 1998 fertiggestellt wurde.

## Werke
- al-Dschāmiʿ as-sahīh / الجامع الصحيح / al-Ǧāmiʿu ʾṣ-ṣaḥīḥ / ‚Sammlung authentischer Traditionen‘; Der „Sahīh“ ist das Hauptwerk al-Buchārīs, an dem er über sechzehn Jahre gearbeitet haben soll und das seinen Ruhm in der gesamten islamischen Welt begründete. Angeblich soll er aus 600.000 Hadithen rund 2.800 – ohne Wiederholungen im Werk – nach den strengsten Kriterien der Traditionskritik ausgesucht haben, um sie als „Sahīh“ in seine Sammlung aufzunehmen. Das Werk steht an erster Stelle der sechs sunnitischen kanonischen Hadith-Sammlungen. Bis heute genießt seine Hadith-Sammlung im sunnitischen Islam höchste Autorität. Sie enthält 97 Bücher, die vom vierten Kapitel an entsprechend dem Aufbau der Fiqh-Bücher thematisch geordnet sind (musannaf) und das traditionelle religiöse Weltbild seiner Zeit reflektieren. In den ersten drei Kapiteln werden andere Themenbereiche abgehandelt: Beginn der Offenbarung, Fragen des Glaubens und die Vorzüge der Wissenschaften. Sie beinhalten auch Traditionen über die Koranexegese, über gute Sitten und Traumdeutung, über die Bürgerkriege, über die Vorzüge von Mohammeds Gefährten und über die Lehre vom Tauhīd.→ Hauptartikel: Sahīh al-Buchārī
- at-taʾrīch al-kabīr / al-awsat / as-saghīr / التأريخ الكبير , التأريخ الأوسط , التأريخ الصغير / at-taʾrīḫu ʾl-kabīr / al-awsaṭ / aṣ-saġīr. d. h. die „große“ / „mittlere“ / und „kleine“ Geschichte sind drei Bücher, in denen al-Buchārī die „Geschichte“ d. h. die Vita von Traditionariern zusammengefasst und dabei seine eigene Meinung über ihre Glaubwürdigkeit als Vermittler von Aussagen des Propheten Mohammed (siehe: Hadith) hinzugefügt und seine eigene, später maßgebliche Terminologie der Hadithkritik definiert hat.
- al-adab al-mufrad / الأدب المفرد / al-adabu ʾl-mufrad / ‚Die einzigartigen, guten Sitten‘;

Diese Hadith-Sammlung von insgesamt 1322 Hadithen beschränkt sich inhaltlich nur auf Traditionen mit moralisch-ethischen Ermahnungen. Der Verfasser greift dabei oft auf nicht glaubwürdige und „schwache“ Traditionarier zurück.
- kitāb ad-duʿafāʾ / كتاب الضعفاء / kitāb aḍ-ḍuʿafāʾ / ‚Das Buch über die schwachen Traditionarier‘ auch Kitāb aḍ-ḍuʿafāʾ aṣ-ṣaġīr („Das kleine Buch über schwache Traditionarier“) genannt.

In dieser Sammlung von insgesamt 422 Namen in alphabetischer Reihenfolge werden diejenigen Traditionarier genannt, die nach den Kriterien von al-Buchārī als „schwache“, das heißt unglaubwürdige Überlieferer von Hadithen zu betrachten sind. In diesem Buch führt der Verfasser eine neue, von ihm geprägte neue Terminologie ein: „Man schwieg sich über ihn aus“ sakatū ʿan-hu / سكتوا عنه.
Es ist mit dem Buch gleichen Inhalts von an-Nasāʾī in Indien und in Aleppo erschienen.